# Koi (chanson)
Singles de Gen Hoshino
Sun
(2015) Family Song
(2017)
Koi (恋, littéralement Amour) est une chanson de l'auteur-compositeur-interprète japonais Gen Hoshino. Elle est sortie le 5 octobre 2016 via Victor Entertainment et Speedstar Records en tant que son neuvième single, et sert de chanson thème pour la série télévisée TBS The Full-Time Wife Escapist (en), dans laquelle il joue aux côtés de Yui Aragaki.

## Performances commerciales
Koi est un succès commercial au Japon. Le single débute à la deuxième place de l'Oricon Singles Chart et du Billboard Japan Hot 100, avant d'atteindre la première place du Japan Hot 100 la semaine suivante, devenant ainsi la première chanson de Gen Hoshino à atteindre la première place du Japan Hot 100. La chanson est demeurée en tête du classement pendant 11 semaines non consécutives et a passé 136 semaines dans le classement en février 2021, ce qui en fait la chanson ayant passé le plus grand nombre de semaines à la première place et la neuvième ayant passé le plus grand nombre de semaines dans le classement.
Elle remporte le titre de chanson de l'année par téléchargement lors du 31e Japan Gold Disc Award, et figure en tête de la liste de fin d'année du Japan Hot 100 en 2017. Le CD single est certifié platine par la Recording Industry Association of Japan (RIAJ), tandis que la chanson est certifiée Million. Au total, il s'est vendu à plus de 2,3 millions d'exemplaires au Japon.

## Clip vidéo
Le clip vidéo qui l'accompagne, réalisé en noir, blanc et jaune par Kazuaki Seki, met en scène Gen Hoshino et les danseurs d'Elevenplay qui exécutent une série de mouvements de danse, surnommée la Koi Dance, chorégraphiée par Mikiko Mizuno, le chorégraphe de Perfume. Interprétée par les acteurs de The Full-Time Wife Escapist (en) à la fin de chaque épisode, la danse devient populaire au Japon et a depuis été largement reprise sur YouTube et les médias sociaux. À ce jour, le clip vidéo a été visionné plus de 280 millions de fois sur YouTube.

## Liste des pistes
Toutes les chansons sont écrites et composées par Gen Hoshino.
| CD, digital download, | CD, digital download,          | CD, digital download, | CD, digital download, | CD, digital download, | CD, digital download, | CD, digital download, | CD, digital download, | CD, digital download, | CD, digital download, |
| No                    | Titre                          | Durée                 |                       |                       |                       |                       |                       |                       |                       |
| --------------------- | ------------------------------ | --------------------- | --------------------- | --------------------- | --------------------- | --------------------- | --------------------- | --------------------- | --------------------- |
| 1.                    | Koi (恋)                       | 4:13                  |                       |                       |                       |                       |                       |                       |                       |
| 2.                    | Drinking Dance                 | 3:40                  |                       |                       |                       |                       |                       |                       |                       |
| 3.                    | Continues                      | 4:27                  |                       |                       |                       |                       |                       |                       |                       |
| 4.                    | Amaoto (雨音) (House version.) | 4:01                  |                       |                       |                       |                       |                       |                       |                       |
| 16:20                 |                                |                       |                       |                       |                       |                       |                       |                       |                       |

| Limited edition DVD Koi Video | Limited edition DVD Koi Video                 | Limited edition DVD Koi Video | Limited edition DVD Koi Video | Limited edition DVD Koi Video | Limited edition DVD Koi Video | Limited edition DVD Koi Video | Limited edition DVD Koi Video | Limited edition DVD Koi Video | Limited edition DVD Koi Video |
| No                            | Titre                                         | Durée                         |                               |                               |                               |                               |                               |                               |                               |
| ----------------------------- | --------------------------------------------- | ----------------------------- | ----------------------------- | ----------------------------- | ----------------------------- | ----------------------------- | ----------------------------- | ----------------------------- | ----------------------------- |
| 1.                            | Special Program Nise Akira Ishigakijima e iku |                               |                               |                               |                               |                               |                               |                               |                               |
| 2.                            | Metrock 2016 Live Footage                     |                               |                               |                               |                               |                               |                               |                               |                               |
| 3.                            | Commentary by Hoshino Gen and Friends         |                               |                               |                               |                               |                               |                               |                               |                               |
| 63:00                         |                                               |                               |                               |                               |                               |                               |                               |                               |                               |

## Classements
| Classement (2016)                    | Meilleure position |
| ------------------------------------ | ------------------ |
| Japan Hot 100 (Billboard)            | 1                  |
| Japan Radio Songs (Billboard)        | 1                  |
| Japan Top Singles Sales ('Billboard) | 2                  |
| Japan Singles Chart (Oricon)         | 2                  |

| Classement (2019)         | Meilleure position |
| ------------------------- | ------------------ |
| Billboard Japan Streaming | 19                 |

| Classement (2016)                    | Position |
| ------------------------------------ | -------- |
| Japan Hot 100 ('Billboard)           | 3        |
| Japan Radio Songs ('Billboard)       | 2        |
| Japan Top Singles Sales ('Billboard) | 37       |
| Japan Singles Chart (Oricon)         | 32       |

| Classement (2017)                     | Position |
| ------------------------------------- | -------- |
| Japan Hot 100 ('Billboard)            | 1        |
| Japan Top Download Songs ('Billboard) | 1        |
| Japan Top Singles Sales ('Billboard)  | 42       |
| Japan Singles Chart (Oricon)          | 48       |

| Classement (2018)                     | Position |
| ------------------------------------- | -------- |
| Japan Hot 100 ('Billboard)            | 46       |
| Japan Top Download Songs ('Billboard) | 38       |
| Japan Digital Songs Chart (Oricon)    | 47       |

| Classement (2019)          | Position |
| -------------------------- | -------- |
| Japan Hot 100 ('Billboard) | 95       |

## Ventes et certifications
| Région                                                           | Certification | Ventes/Streams |
| ---------------------------------------------------------------- | ------------- | -------------- |
| Japon (RIAJ) ventes physiques                                    | Platine       | 318,017        |
| Japon (RIAJ) Ventes numériques                                   | 4 × Platine   | 2 000 000^     |
| Japon (RIAJ)                                                     | Argent        | 30 000 000^    |
| *Ventes selon la certification xNon précisé par la certification |               |                |

## Historique des sorties
| Pays  | Date           | Format                       | Label                | Ref.   |
| ----- | -------------- | ---------------------------- | -------------------- | ------ |
| Japon | 5 octobre 2016 | CD, Téléchargement numérique | Victor - Speedstars] | ,      |
| Monde | 5 octobre 2016 | Téléchargement numérique     | Victor - Speedstars] | [ 26 ] |